# Frituwaldo de Bernicia
Frituwaldo (también Frithewlf o Frithuwald) fue rey del Reino de Bernicia desde 579 hasta 585. Él fue el sexto rey del que se tiene alguna información del reino anglosajón de Bernicia.
Frituwaldo fue hijo de Ida de Bernicia, fundador del reino de Bernicia. Nada más se sabe de Frituwaldo, de su vida, o de su reino. Las pocas fuentes de información que hay no concuerdan en las fechas o en el orden de los reyes que vivieron entre  Ida y Etelfrido.
| Predecesor: Theodric | Rey de Bernicia c. 579 - 585 | Sucesor: Hussa |

- Datos: Q881478